# Reconstrução de sobrancelha
Reconstrução de sobrancelha é um procedimento cirúrgico destinado a restaurar e/ou personalizar a aparência das sobrancelhas de forma permanente. Foi originalmente destinado a vítimas de queimaduras e pacientes de doenças que impedem o cabelo de crescer na região da sobrancelha. A cirurgias de restauração - ou transplantes -, desde então, evoluíram para um procedimento cosmético de interesse estético.

## Causas da perda de sobrancelhas
A perda das sobrancelhas ou madarose pode ser causada por:
- Causas endócrinas: hipotireoidismo, insuficiência hipofisária.
- Causas dermatológicas: psoríase, dermatite seborreica, alopecias, acne, neurodermatite, ictiose, impetigo, líquen plano.
- Medicamentos: epinefrina tópica, ouro, arsênico, barbitúricos, propiltiouracil, quinina, agentes quimioterápicos[3]
- Doenças do tecido conectivo: lúpus eritematoso sistêmico, desnutrição crônica, hanseníase[4]
- Causas mecânicas como a remoção sistemática dos pelos, como em casos de tricotilomania[5] ou uso excessivo de pentes e lápis de maquilagem.[6]

## Medidas reconstrutivas

### Transplante
Com o avanço da tecnologia é possível realizar um transplante de sobrancelha, este procedimento é indicado em casos de perda da mesma, que normalmente está ligado a fatores como perda definitiva do pelo por depilação contínua com pinças, perda temporária ou definitiva dos pelos de origem autoimune, tricotilomania (mania involuntária de arrancar os fios), cicatrizes, queimaduras, acidentes e outros tipos de trauma no local. A técnica mais indicada é a FUE (Follicular Unit Extraction) que remove folículos pré-selecionados contendo apenas um fio de cabelo, essa técnica tem a vantagem de não deixar cicatrizes no local doador. O transplante de sobrancelha não é indicado para casos onde a perda dos cabelos é ocasionada por doenças autoimunes, como alopecia areata, lúpus eritematoso etc, porque os cabelos transplantados também irão cair, caso seja realizado um transplante no local. Um aspecto negativo do procedimento é que por usar cabelos comuns do escalpo, os pelos transplantados precisam ser aparados regularmente.

## Maquiagem definitiva ou dermopigmentação
É muito parecido com a tatuagem.

## Bibligrafia
- Fujita K. Reconstruction of eyebrows. La Lepro 1953;22:346
- Gandelman M. Eyebrow and eyelash transplantation. In: Unger WP, editor. Hair transplantation. New York: Marcel Dekker; 1995. p. 294